# IC 3287
IC 3287 ist eine Spiralgalaxie vom Hubble-Typ S im Sternbild Haar der Berenike am Nordsternhimmel, die schätzungsweise eine 726 Millionen Lichtjahre von der Milchstraße entfernt ist.
Das Objekt wurde am 23. März 1903 von dem deutschen Astronomen Max Wolf entdeckt.